# عبد الرحمن بن محمد بن عياف آل مقرن
الأمير عبد الرحمن بن محمد بن عبد العزيز بن عياف آل مقرن ولد بالرياض عام 1961م هو نائب وزير الدفاع منذ 25 يونيو 2023، ومستشار بالديوان الملكي السعودي بمرتبة وزير منذ 3  يوليو 2022، شغل منصب الأمين العام لمجلس الوزراء منذ 22 أبريل 2017م  حتى  3  يوليو 2022، وهو الرابع في هذا المنصب منذ تأسيس مجلس الوزراء

## مؤهلاته العلمية
- ماجستير في القانون المقارن من جامعة هارفارد  في الولايات المتحدة الأمريكية
- ماجستير في القانون العام من جامعة انديانا في الولايات المتحدة الأمريكية
- بكالوريوس قانون من جامعة الملك سعود

## خبراته العملية
- الأمين العام لمجلس الوزراء من عام 1438م
- مساعد رئيس هيئة الخبراء بمجلس الوزراء من عام 1429هـ حتى 1436هـ
- مستشار قانوني في الهيئة العامة للمستشارين في هيئة الخبراء بمجلس الوزراء من عام 1409هـ حتى عام 1429هـ

## أبرز المهمات واللجان والمشاركات
- عضو في كثير من اللجان الداخلية والخارجية التي تشترك هيئة الخبراء فيها .
- عضو في أول لجنة استئناف في منازعات الأوراق المالية المشكلة بموجب قرار مجلس الوزراء رقم (222) وتاريخ 1426/8/22هـ

ترأس العديد من اللجان لدراسة مشروعات الأنظمة ، ومنها :
- نظام جرائم الإرهاب وتمويله
- نظام المرور
- نظام مكافحة غسيل الأموال
- نظام الأوسمة السعودية
- نظام رعاية المعوقين
- المشاركة في إعداد مجموعة الأنظمة السعودية التي قامت هيئة الخبراء بطباعتها ونشرها.

## الأمين العام لمجلس الوزراء
في 22 أبريل 2017م الموافق 25رجب 1438هـ ، صدر الأمر الملكي الكريم بتعيينه أميناً عاماً لمجلس الوزراء بمرتبة وزير
.

## أسرته

### الأخوة
- الأمير عبدالعزيز بن محمد بن عياف آل مقرن.
- الأمير خالد بن محمد بن عياف آل مقرن.

### الأبناء
- الأمير تركي بن عبد الرحمن بن عياف.
- الأميرة العنود بنت عبد الرحمن بن عياف.
- الأميرة نوف بنت عبد الرحمن بن عياف.
- الأمير نايف بن عبد الرحمن بن عياف.
- الأميرة الجوهرة بنت عبد الرحمن بن عياف.
- الأميرة شيخة بنت عبد الرحمن بن عياف.

### الأم
- الأميرة شيخة بنت عبد الرحمن بن محمد الهزاني.

### الزوجة
- الأميرة أمل بنت محمد بن عبد العزيز بن عبد الله بن حسن آل الشيخ.